# البحيرة (قصيدة)

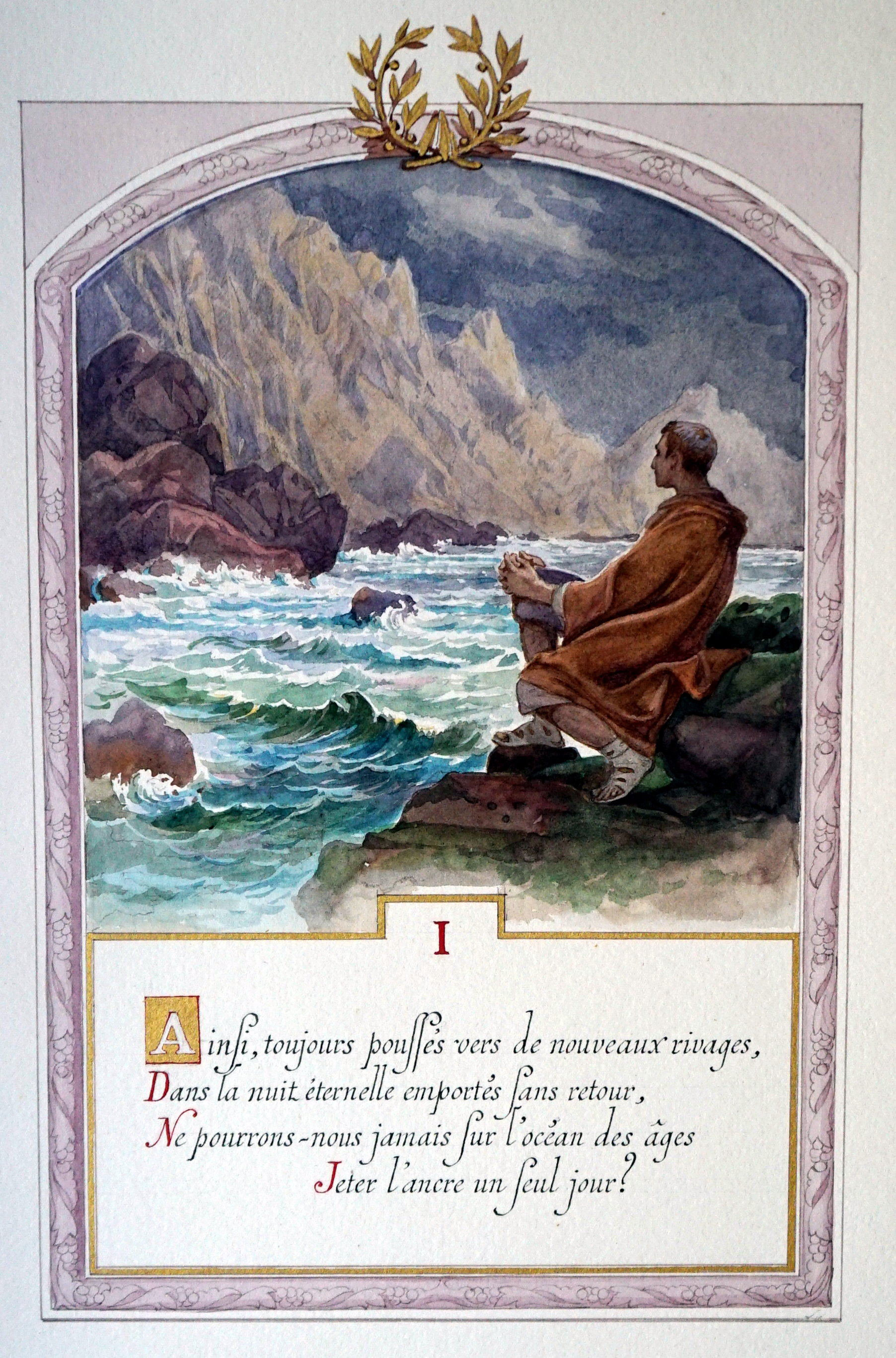

قصيدة البحيرة'العالمية للشاعر الفرنسي ألفونس دي لامارتين كتبها سنة 1820 من ترجمة الطبيب و الشاعر و الخطيب و المترجم اللبناني نقولا فياض.

## مناسبة القصيدة
هذه القصيدة كتبها الشاعر الفرنسي ” الفونس لامارتين ” في حبيبته التي صادفها عندما كان في رحلة علاج وهو في السادسة والعشرين من العمر ولمح وهو يتمشى على شاطئ (بحيرة بورجيه) امرأة تدعى جوليا شارل (في الثانية والثلاثين من العمر .. ) وهي تحاول أن تضع حداً لحياتها بعد أن أتعبها المرض وبدأ اليأس يتسلل إلى نفسها.
في تلك اللحظة التي شارفت فيها على الغرق خرجت لها يد “لامارتين” المنقذة .. فتعلقت بمنقذها وأحبته وأحبها , وعندما كان يتنزه وإياها على ضفاف البحيرة , اتفقا على أن يكون حباً روحياً سامياً عن الرغبات الجسدية , ثم غادرها, واتفق معها على اللقاء في العام القادم في مدينة اكس ليبان , وطلبت منه إن هي ماتت قبل أن تراه أن يرثيها بقصيدة من قصائده وهذا ماحصل , لقد ماتت قبل أن يراها في العام التالي بسبب المرض ، فأوفى بطلبها وخلد اسمها فرثاها بهذه القصيدة التي كانت ومازالت من روائع الشعر العالمي.
كما رمز لها بـ(الفيرا) في الرواية التي كتبها باسم (روفائيل) , وفي تلك الرواية تخيل صديقاً له اسمه روفائيل بدلاً من أن يذكر أنه المعني بهذا , وأطلق على جوليا “ألفيرا ” حتى لا يعلم أحد بعلاقة الحب التي جمعتهما بل إنه سمى ابنته على اسم جوليا شارل , وفي رواية روفائيل يذكر أن هذا الصديق مات وترك مخطوطاً ذكر فيه كيفية تعرفه على ألفيرا وكيف قام بإنقاذها من الغرق .. ووقوعه في حبها .. ويصف الصراع بين الرغبة الجسدية والوصال وبين الطهارة التي تتسامى على تلك الرغبات ..

## نص قصيدة البحيرة
- أهكذا أبداً تمضي أمانينا
- نطوي الحياةَ وليلُ الموت يطوينا
- تجري بنا سفن الأعمار ماخرة
- بحرَ الوجودِ ولا نُلقي مراسينا؟
- بحيرةَ الحبِّ حيّاكِ الحيا فَلَكَمْ
- كانت مياهُكِ بالنجوى تُحيّينا
- قد كنتُ أرجو ختامَ العامِ يجمعنا
- واليومَ للدهر لا يُرجى تلاقينا
- فجئتُ أجلس وحدي حيثما أخذتْ
- عني الحبيبةُ آيَ الحبّ تَلْقينا
- هذا أنينُكِ ما بدّلتِ نغمتَهُ
- وطال ما حُمّلتْ فيه أغانينا
- وفوق شاطئكِ الأمواجُ ما برحتْ
- تُلاطم الصخرَ حيناً والهوا حينا
- وتحت أقدامها يا طالما طرحتْ
- من رغوة الماءِ كفُّ الريحِ تأمينا
- هل تذكرين مساءً فوق مائكِ إذ
- يجري ونحن سكوتٌ في تصابينا؟
- والبرُّ والبحر والأفلاكُ مصغيةٌ
- مَعْنا فلا شيءَ يُلهيها ويُلهينا
- إلا المجاذيفُ بالأمواج ضاربةً
- يخالُ إيقاعَها العشّاقُ تلحينا
- إذا برنّة أنغامٍ سُحرتُ بها
- فخِلتُ أن الملا الأعلى يُناجينا
- والموجُ أصغى لمن أهوى، وقد تركتْ
- بهذه الكلماتِ الموجَ مفتونا
- يا دهرُ قفْ، فحرامٌ أن تطيرَ بنا
- من قبل أن نتملّى من أمانينا
- ويا زمانَ الصِّبا دعنا على مَهَلٍ
- نلتذُّ بالحبِّ في أحلى ليالينا
- أجبْ دعاءَ بني البؤسى بأرضكَ ذي
- وطرْ بهم فهمُ في العيش يشقونا
- خُذِ الشقيَّ وخذْ مَعْه تعاستَهُ
- وخلّنا فهناءُ الحبِّ يكفين
- هيهات هيهات أن الدهرَ يسمع لي
- فالوقتُ يفلت والساعاتُ تُفنينا
- أقولُ للّيل قفْ، والفجرُ يطردُهُ
- مُمزِّقاً منه سِتراً بات يُخفينا
- فلنغنمِ الحبَّ ما دام الزمانُ بنا
- يجري، ولا وقفةٌ فيه تُعزّينا
- ما دام في البؤس والنُعمى تصرّفُهُ
- إلى الزوال، فيَبْلى وهو يُبلينا
- تاللهِ يا ظلمةَ الماضي، ويا عَدَماً
- في ليله الأبديّ الدهرُ يرمينا
- ما زال لجُّكِ للأيام مبتلِعاً
- فما الذي أنتِ بالأيام تُجرينا؟
- ناشدتُكِ اللهَ قُولي وارحمي وَلَهي
- أتُرجعين لنا أحلامَ ماضينا؟
- فيا بحيرةَ أيامِ الصِّبا أبداً
- تبقين بالدهر والأيامُ تُزرينا
- تذكارُ عهدِ التصابي فاحفظيه لنا
- ففيكِ عهدُ التصابي بات مدفونا
- على مياهكِ في صفوٍ وفي كدرٍ
- فليبقَ ذا الذكرُ تُحييه فيُحيينا
- وفي صخوركِ جرداءً معلّقةً
- عليكِ، والشوحُ مُسْوَدُّ الأفانينا
- وفي ضفافكِ والأصواتُ راجعةٌ
- منها إليها كترجيع الشجيّينا
- وليبقَ في القمر الساري، مُبيِّضةً
- أنوارُه سطحَكِ الزاهي بها حينا
- وكلَّما صافحتْكِ الريحُ في سَحَرٍ
- أو حرّكتْ قَصَباتٌ عِطفَها لينا
- أو فاح في الروض عطرٌ فليكنْ لكِ ذا
- صوتاً يُردّد عنا ما جرى فينا
- أحبَّها وأحبَّته، وما سلما
- من الردى، رحمَ اللهُ المحبّينا.